# Чоловіки сивіють рано
«Чоловіки сивіють рано» («Bărbații încărunțesc de tineri») — радянський художній фільм 1974 року, знятий режисером Василем Паскару на кіностудії «Молдова-фільм».

## Сюжет
У день свого народження голова великого молдавського колгоспного об'єднання Андрій Разлог, колишній боєць Червоної Армії, згадує своє життя, основні події якого пов'язані з боротьбою проти місцевого куркульства та повоєнної розрухи. Перед ним постає питання, як поставити село на ноги, як у розореному селищі організувати колгосп. Фільм дубльований на кіностудії «Ленфільм».

## У ролях
- Михайло Волонтир — Андрій Іванович Резлог, офіцер, який повернувся з фронту (дублював Юрій Соловйов)
- Віктор Чутак — Алекса Мінзу (дублював Валерій Ольшанський)
- Володимир Горєлов — Бартоломей Бруме
- Ірина Шевчук — Тетяна Василівна (дублювала Галина Чигінська)
- Васіле Константин — Георге Посторонке (дублював Олександр Липов)
- Іон Унгуряну — Кирило Армаш (дублював Лев Жуков)
- Домника Дарієнко — Дарія Вілтоае (дублювала Любов Тищенко)
- Маріка Белан — Ілеана (дублювала Валентина Пугачова)
- Євгенія Тудорашку — Агафія Мінзу (дублювала Лілія Гурова)
- Євгенія Ботнару — Катінка Лунгу (дублювала Ніна Антонова)
- Ася Андрух — Віра Мінзу (дублювала Євгенія Ветлова)
- Мефодій Апостолов — Петров (дублював Борис Аракелов)
- Іон Аракелу — Антон Прісєкар (дублював Герман Колушкін)
- Всеволод Гаврилов — Володя Армаш, Володимир Кирилович (дублював Микола Крюков)
- Іллі Гуцу — Ніканор Лунгу (дублював Юрій Дедович)
- Іон Горя — активіст
- Міхай Курагеу — Денуц Павлович Курмей
- Костянтин Константинов — садівник
- Трифан Грузін — дід Іон
- Васіле Зубку-Кодряну — Болдісор
- Васіле Райлян — член правління
- Іон Скутельник — Стоян
- Марія Гулінська — дружина Бруме
- Жан Кукурузак — колгоспник
- Павло Яцковський — епізод
- Валентина Гіцак — селянка
- Валеріу Каланча — епізод

## Знімальна група
- Режисер — Василь Паскару
- Сценарист — Михайло Мельник
- Оператор — Влад Чуря
- Композитор — Віталій Верхола
- Художники — Станіслав Булгаков, Аурелія Роман